# Paractaeopsis quadriareolata
Paractaeopsis quadriareolata is een krabbensoort uit de familie van de Xanthidae. De wetenschappelijke naam van de soort is voor het eerst geldig gepubliceerd in 1968 door Takeda & Miyake.